# Cordillera Real
Cordillera Real (în română Cordiliera regală) este un lanț montan din Altiplano-ul sud-american al Boliviei. Această gamă de munți pliați, în mare parte compusă din granit, este situată la sud-est de lacul Titicaca și la est de capitala boliviană La Paz, măsurând 125 km în lungime și 20 km în lățime. În ciuda faptului că se află la doar 17° sud de Ecuator, Cordillera Real este relativ dens glaciară. Acest lucru se datorează apropierii sale de zonele joase ale Amazonului, cu masele sale de aer umede asociate.